# Alexander Mantashev
Alexander Mantashev (en armenio: Ալեքսանդր Մանթաշյանց, Aleksandr Mantashiantz; en ruso: Александр Иванович Манташев, Aleksandr Ivanovich Mantashev) * 3 de marzo de 1842 - 19 de abril de 1911) Nacido en la actual Georgia, fue un magnate del petróleo, financiero y filántropo armenio.

## Juventud
Nacido en Tiflis, Mantashev pasó gran parte de su niñez en Tabriz donde su padre estaba involucrado en el comercio de algodón y textiles. Siendo hijo único, se involucró en los negocios de su padre desde temprana edad. En 1869 se mudó a Mánchester, un importante centro de industrias procesadoras de algodón y textiles desde donde ayudaba a enviar bienes a su padre en Tabriz. El tiempo que pasó en Mánchester jugó un papel importante en la formación de su carácter. Aprendió no sólo los secretos de la industria textil de Mánchester, sino también de las sutilezas de los negocios europeos y la cultura británica. Durante esta etapa aprendió inglés, francés y alemán. En 1872, Mantashev regresó a Tiflis con su padre. Los Mantashev abrieron una tienda de algodones en el primer piso del hotel Cáucaso en la Plaza Erivansky. Tuvieron éxito y continuaron abriendo sucursales, gradualmente involucrándose en comercio textil general. Tras la muerte de su padre en 1887, Alexander se convirtió en el dueño mayoritario del Banco Central de Tiflis (Tifkombank) y posteriormente obtuvo un importante puesto administrativo en el mismo. El banco estaba involucrado en casi todos los aspectos del comercio en el Cáucaso. Incidentalmente, Tifkombank era la única institución financiera en el Cáucaso cuyas acciones se cambiaban en la Bolsa de Valores de San Petersburgo. A principios de la década de 1890, Alexander era ya un mercader destacado. Fue entonces cuando empezó a interesarse por el petróleo de Bakú.

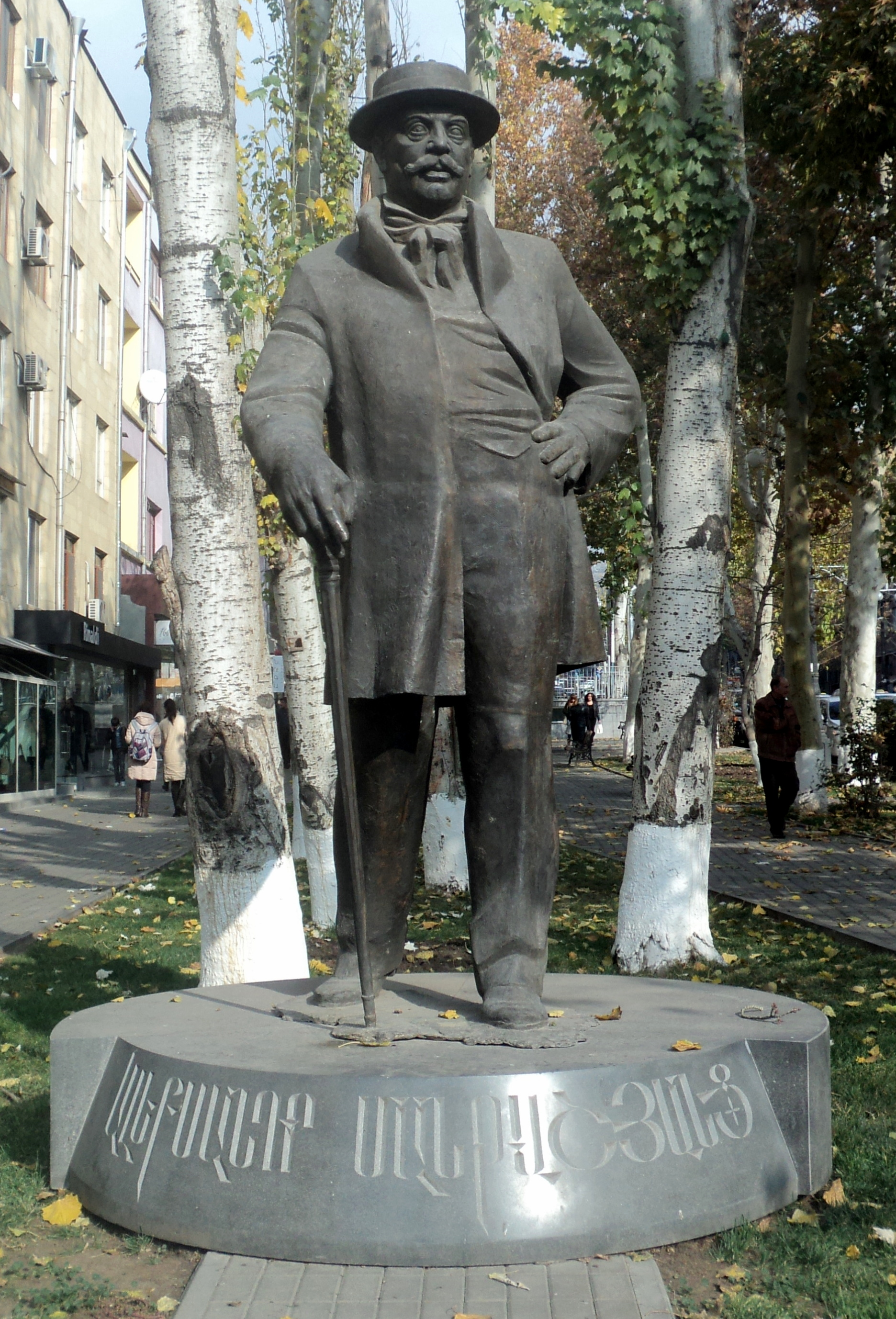

## Magnate petrolero
Era la época del comercio petrolero en todo el mundo. Ningún documento entraba en vigor sin la aprobación de Mantashev, "Asttsov" ("con Dios" en Armeniense). Mantashev no temía las inversiones de alto riesgo y junto con su colega Miguel Aramyants compró pozos petroleros poco productivos para volverlos productivos.
En 1894, en respuesta a la política mercantil agresiva de la compañía Norteamericana Standard Oil, creó una asociación junto con otras compañías rusas importantes (los Nobel o los Rothschild) para cooperar en el comercio de productos petroleros dentro de ciertas regiones geográficas. En 1896, durante un viaje a Egipto, Mantashev conoció a Calouste Gulbenkian, quien huía con su familia del Imperio Otomano a raíz de la masacre hamidina.